# همبستيد نرريس (باركشير)
همبستيد نرريس (بالإنجليزية: Hampstead Norreys)‏ هي قرية و أبرشية مدنية تقع في المملكة المتحدة في إنجلترا. يقدر عدد سكانها بـ 832 نسمة ومساحتها 17.03 كم2 .